# コントレラスの戦い
コントレラスの戦い（コントレラスのたたかい、英: Battle of Contreras、西: Batalla de Contreras）、またはパディエルナの戦い（英: Battle of Padierna、西: Batalla de Padierna）は、米墨戦争の最後の会戦として1847年8月19日から20日に行われた戦闘である。翌日のチュルブスコの戦いに繋がった。

## 背景
ウィンフィールド・スコット指揮下のアメリカ陸軍はメキシコシティへの行軍中に、「エル・ペニョン」（現在のメキシコシティ国際空港近く）で強力なメキシコ軍が北の道を塞いでいるのが分かった。
スコットはメキシコシティの南西「ペーニャ・ポブレ」で陣を布き、ザカテペット・ヒルから溶岩平原である「ペドレガル」を越えて西に、サン・ヘロニモの町へ1軍を派遣し、コントレラスの「ランチョ・パディエルナ」でバレンシアのメキシコ軍陣地側面を衝こうとした。メキシコ軍司令官で大統領のアントニオ・ロペス・デ・サンタ・アナはガブリエル・バレンシア将軍に「北部軍」約5,000名を付けてアメリカ軍の側面を衝くために派遣した。
コントレラスあるいはパディエルナの戦いは1947年8月19日に始まり、メキシコシティの郊外パディエルナで8月20日の夜明けに頂点に達した。パディエルナは近郷のサン・アンヘル、コントレラスおよびトラルパンの中にある（現在はサン・ヘロニモ、近郷のエロエス・デ・パディエルナ、アンサルド・ダム周辺の地域と、皮肉なことにメキシコシティの「プラシッド（平静な）・ガーデンズ」と呼ばれる地域の間にある）。
一般にこの戦闘は、メキシコ指導者によってあきれるような戦闘が行われた小規模なものと見なされている。指導層を分裂させる裏切りや諍いがあったとしても、戦場における戦士たちの勇気については疑いもなく、またメキシコ側指導者の作戦が良ければ、戦争終盤を意義ある形で変化させることのできたであろう戦闘だった。

## 戦闘
アメリカ軍はコントレラスでバレンシアの北部軍を攻撃し壊走させた。攻撃に参加したのは正規1個旅団を率いるフランクリン・ピアス准将だった。戦闘の間にピアスは馬から落ちた時に重傷を負った。
メキシコの部隊は北部師団の残り（ガブリエル・バレンシア将軍指揮）、グアナフアトの騎兵隊、フロンテーラ将軍（この戦闘で戦死）の部隊、レイナのゲリラ部隊（元々はコントレラスの村の出身）およびサンタ・アナ軍からペレス将軍の援軍で構成されていた。

## 戦いの後
バレンシア軍の壊走によって、サン・アントニオのメキシコ軍主力陣地はチュルブスコまで後退した。アメリカ軍はサン・アントニオを占領した後、チュルブスコへの攻撃のためにコントレラスからの部隊との合流を始めた。